# 玉屋柳勢 (6代目)
六代目 玉屋 柳勢（たまや りゅうせい、1981年4月10日 - ）は、落語家。本名∶佐藤 睦一。出囃子は『三亀松三番』。落語協会所属。

## 経歴
2005年3月に早稲田大学教育学部社会科卒業し、四代目柳亭市馬に入門。11月に前座となる、前座名は「市朗」。
2008年11月、二ツ目昇進し「市楽」に改名。
2020年の鈴本演芸場3月下席より三遊亭丈助、春風亭一左、三遊亭志う歌、三遊亭歌扇と共に真打に昇進、「六代目玉屋柳勢」を襲名した。
2024年9月に妻の実家がある福島県に移住した。東京での仕事の際には、千葉県の自分の実家に戻り、そこから寄席に通う。

## 芸歴
- 2005年
  - 3月∶四代目柳亭市馬に入門。
  - 11月∶前座となる、前座名「市朗」。
- 2008年11月∶二ツ目昇進、「市楽」と改名。
- 2020年3月∶真打昇進、「六代目玉屋柳勢」を襲名。